# Wydundra drysdale
Wydundra drysdale är en spindelart som beskrevs av Norman I. Platnick och Baehr 2006. Wydundra drysdale ingår i släktet Wydundra och familjen Prodidomidae.
Artens utbredningsområde är Western Australia. Inga underarter finns listade i Catalogue of Life.